# Paso Lagarto, Veracruz
Paso Lagarto är en ort i Mexiko.   Den ligger i kommunen Soledad de Doblado och delstaten Veracruz, i den sydöstra delen av landet, 280 km öster om huvudstaden Mexico City. Paso Lagarto ligger 204 meter över havet och antalet invånare är 503.
Terrängen runt Paso Lagarto är lite kuperad, och sluttar österut. Runt Paso Lagarto är det ganska tätbefolkat, med 104 invånare per kvadratkilometer. Närmaste större samhälle är Soledad de Doblado, 10,7 km sydost om Paso Lagarto. Omgivningarna runt Paso Lagarto är en mosaik av jordbruksmark och naturlig växtlighet.